# Thamnochortus dumosus
Thamnochortus dumosus är en gräsväxtart som beskrevs av Maxwell Tylden Masters. Thamnochortus dumosus ingår i släktet Thamnochortus och familjen Restionaceae. Inga underarter finns listade i Catalogue of Life.